# Zamudio
Zamudio é um município da Espanha na província da Biscaia, comunidade autónoma do País Basco. Faz parte da comarca de Grande Bilbau e tem 18 km² de área.[carece de fontes?] Em 2021 tinha 3 277 habitantes (densidade: 182,1 hab./km²).